# Siêu cúp Anh 2021
FA Community Shield 2021 (hay Siêu Cúp Anh 2021 theo truyền thông tiếng Việt) là trận tranh FA Community Shield thứ 99, một trận đấu bóng đá thường niên diễn ra giữa đội vô địch Premier League, Manchester City và đội vô địch FA Cup 2020-21 của mùa giải trước, Leicester City.. Đây là lần tham dự FA Community Shield đầu tiên của Manchester City kể từ 2019 khi họ đánh bại Liverpool 5–4 ở các quả phạt đền sau trận hòa 1-1 và là trận đầu tiên của Leicester kể từ trận thua 2-1 trước Manchester United trong trận năm 2016. Trận đấu diễn ra vào ngày 7 tháng 8 năm 2021 tại Sân vận động Wembley ở Wembley, London, khi Leicester đánh bại Manchester City 1–0 bằng quả phạt đền ở phút 89 do Kelechi Iheanacho thực hiện..

## Bối cảnh trước trận đấu
Leicester City đã giành được danh hiệu cúp FA đầu tiên sau khi đánh bại Chelsea 1–0 trong chung kết. Họ xuất hiện trong trận đấu FA Community Shield thứ ba, thắng một (1971) và thua một (2016).
Manchester City thắng danh hiệu Premier League trong bốn năm dưới sự quản lý của Pep Guardiola, sau trận debry Manchester Manchester United thua 2–1 trước Leicester City tại Old Trafford vào ngày 11 tháng 5 năm 2021. Họ đã xuất hiện ở 13 trận đấu, thắng 6 lần (1937, 1968, 1972, 2012, 2018, 2019), và thua sáu (1934, 1956, 1969, 1973, 2011, 2014).

## Trận đấu

### Tổng quán
Trong hiệp một, Steffen đã cản phá được cú sút của Vardy bằng chân phải trong khi lao sang bên trái, bóng đi chệch cột dọc bên trái. Ở phút cuối cùng của trận đấu, Leicester được hưởng một quả phạt đền khi Aké vấp ngã Kelechi Iheanacho trong vòng cấm sau khi anh không cản phá được đường chuyền của Rodri. Iheanacho thực hiện quả phạt đền bằng chân trái vào bên phải lưới để giành chiến thắng với tỷ số 1–0. Đây là lần đầu tiên một đội từ bên ngoài cái gọi là Big Six giành được Charity/Community Shield kể từ năm 1995, khi  Everton đánh bại Blackburn Rovers..

### Chi tiết trận đấu
| Leicester City          | 1–0      | Manchester City |
| ----------------------- | -------- | --------------- |
| - Iheanacho 89' (ph.đ.) | Chi tiết |                 |

| Leicester City | Manchester City |

| GK               | 1  | Kasper Schmeichel (c) |     |     |
| RB               | 21 | Ricardo Pereira       |     |     |
| CB               | 18 | Daniel Amartey        |     |     |
| CB               | 4  | Çağlar Söyüncü        |     |     |
| LB               | 5  | Ryan Bertrand         | 50' | 78' |
| CM               | 8  | Youri Tielemans       |     | 72' |
| CM               | 25 | Wilfred Ndidi         |     |     |
| RW               | 17 | Ayoze Pérez           |     | 71' |
| AM               | 10 | James Maddison        |     | 71' |
| LW               | 7  | Harvey Barnes         |     | 79' |
| CF               | 9  | Jamie Vardy           |     | 71' |
| Substitutes:     |    |                       |     |     |
| GK               | 12 | Danny Ward            |     |     |
| DF               | 16 | Filip Benković        |     |     |
| DF               | 33 | Luke Thomas           |     | 78' |
| MF               | 11 | Marc Albrighton       |     | 71' |
| MF               | 20 | Hamza Choudhury       |     |     |
| MF               | 22 | Kiernan Dewsbury-Hall |     | 71' |
| MF               | 42 | Boubakary Soumaré     |     | 72' |
| FW               | 14 | Kelechi Iheanacho     |     | 79' |
| FW               | 29 | Patson Daka           |     | 71' |
| Huấn luyện viên: |    |                       |     |     |
| Brendan Rodgers  |    |                       |     |     |

| GK               | 13            | Zack Steffen     |     |     |
| RB               | 27            | João Cancelo     |     |     |
| CB               | 3             | Rúben Dias       | 87' |     |
| CB               | 6             | Nathan Aké       |     |     |
| LB               | 22            | Benjamin Mendy   |     |     |
| CM               | 80            | Cole Palmer      |     | 74' |
| CM               | 25            | Fernandinho (c)  | 87' |     |
| CM               | 8             | İlkay Gündoğan   |     | 65' |
| RF               | 26            | Riyad Mahrez     |     |     |
| CF               | 21            | Ferran Torres    |     | 74' |
| LF               | 53            | Samuel Edozie    |     | 65' |
| Substitutes:     |               |                  |     |     |
| GK               | 33            | Scott Carson     |     |     |
| DF               | 34            | Philippe Sandler |     |     |
| DF               | 39            | Yan Couto        |     |     |
| MF               | 10            | Jack Grealish    |     | 65' |
| MF               | 16            | Rodri            |     | 65' |
| MF               | 20            | Bernardo Silva   |     | 74' |
| MF               | 69            | Tommy Doyle      |     |     |
| MF               | 81            | Claudio Gomes    |     |     |
| MF               | 96            | Ben Knight       |     | 74' |
| Huấn luyện viên: |               |                  |     |     |
| Pep Guardiola    | Pep Guardiola | Pep Guardiola    | 41' |     |

| Cầu thủ xuất sắc nhất trận đấu: Kelechi Iheanacho (Leicester City) Trợ lý trọng tài: Ian Hussin (Liverpool) Neil Davies (London) Trọng tài thứ tư: Peter Bankes (Liverpool) Trợ lý trọng tài dự phòng: Nick Hopton (Derbyshire) Trợ lý trọng tài video: Darren England (Sheffield & Hallamshire) Trợ lý trọng tài video: Dan Robathan (Norfolk) | Match rules - 90 phút - Loạt sút luân lưu sẽ diễn ra nếu trận đấu hòa - Có 9 cầu thủ dự bị, có thể sử dụng 6 cầu thủ. |